# 유희관
유희관(柳熙寬, 1986년 6월 1일 ~ )은 전 KBO 리그 두산 베어스의 투수이자, 현재 KBS N 스포츠의 야구 해설위원이다.

## 선수 시절

### 두산 베어스시절
데뷔 첫 해 1군 16경기에 등판해 4점대 평균자책점을 기록하며 성장 가능성을 보였지만, 이듬해 10점대 평균자책점으로 부진해 상무에 입대했다.

### 상무 야구단시절
입대 후 좌완 에이스로 성장했다. 2년간 43경기에 출전해 225이닝 16승 5패, 2홀드, 평균자책점 2.96, 244피안타, 17피홈런, 51사사구, 149탈삼진을 기록했다.

### 두산 베어스복귀

#### 2013년
시즌 초 불펜에서 활약하며 팀 내 MVP가 됐다. 5월 4일 LG전에서 니퍼트가 담 증세를 호소해 그가 대신 선발 등판했고, 5.2이닝 무실점으로 데뷔 첫 선발 등판 경기에서 데뷔 첫 승을 거뒀다. 당시 감독이었던 김진욱은 이닝 소화력을 칭찬했고, 롱 릴리프로 투입됐지만 부진했다. 하지만 5월 19일 한화전에서 선발 등판한 이정호가 조기 강판당하자 구원 등판해 6.2이닝 3실점으로 개인 두 번째 승을 거뒀다. 이후 외국인 투수 올슨이 부진으로 시즌 중 방출되자 다시 선발로 투입돼 좋은 활약을 보여줬다. 그리고 9월 30일 LG전에서 5이닝 2실점으로 데뷔 첫 두 자릿수 승을 거두며 25년 만에 팀 토종 좌완 두 자릿수 승을 기록했다. 시즌 후 최우수 신인상 후보에 올랐으나 이재학에게 밀려 수상에 실패했다.
2014년에 284%가 인상된 연봉인 1억원에 계약했다.

#### 2014년
풀 타임 2년차 징크스가 우려됐지만 딱히 부진하지 않았다. 선발 투수로서 12승과 4점대 평균자책점도 역대급 타고투저를 고려하면 준수한 기록이었고, 이는 각각 리그 공동 6위와 14위에 해당하는 기록이었다. 하지만 경기 내용은 안 좋았다. 시즌 초반에는 4월에만 5경기에서 3승, 평균자책점 2.04의 성적을 거두며 월간 MVP를 수상했다. 당시 평균자책점은 리그 1위의 기록이었다. 특히 4월 15일 삼성전에서 9회 2아웃까지 잡았지만 나바로에게 홈런을 허용하며 완봉에 실패했다. 5월 9일 삼성전에서 6.2이닝 4피홈런, 8실점으로 부진했다. 이후 기복이 심한 피칭이 많았지만 운이 따르는 경기도 있었는데 5월 29일 KIA전에서는 5이닝 8실점으로 부진했는데도 승리 투수가 됐다. 또 경기당 평균 6이닝 가까이 소화를 했다. 8월 29일 삼성전에서 6이닝 콜드 게임으로 완투를 기록했다. 하지만 평가가 그리 좋지 못했다. 또 21피홈런으로 홈런을 맞이 허용한 것도 불안 요소였다.

#### 2015년
8월 4일 롯데전에서 시즌 14승을 거두며 1988년 윤석환 이후 팀 내 토종 좌완 최다 승을 달성했다. 9월 22일 롯데전에서 시즌 18승을 거두며 팀 역대 좌완 한 시즌 최다 승을 기록했다.

#### 2016년
8월 2일 LG전에서 팀 토종 좌완 최초 4년 연속 두 자릿수 승을 기록했다. 9월 4일 삼성전에서 팀 투수 최초 2년 연속 15승을 달성했다.

#### 2018년
두 자릿수 승을 기록했지만 6점대 평균자책점으로 부진했다.

#### 2019년
7년 연속 두 자릿 수 승을 달성했다.

#### 2020년
시즌 후 FA 자격을 취득해 1년 총액 10억 원에 잔류했다.

#### 2021년
시즌 15경기에 등판해 4승 7패, 7점대 평균자책점을 기록했다. 통산 100승을 돌파하고 시즌 후 은퇴를 선언했다.

## 야구선수 은퇴 후
2022년 4월 2일 잠실구장에서 열린 2022년 KBO 리그 개막전 두산 vs 한화의 경기에 앞서 공식 은퇴식이 열렸다. 2022년부터 KBS N 스포츠의 야구 해설위원으로 활동한다.

## 별명
- 이름과 만화 캐릭터가 비슷해 '유희왕', '철웅이'라고 불린다.
- 닮은 꼴 영화 캐릭터인 '올라프'라고 불린다.

## 트리비아
- 2015년 7월 17일 2군 올스타전에서 MBC 스포츠플러스 일일 해설 위원을 맡았다.
- 2010년 2군 올스타전과 2015년 올스타전에서 우수 투수상을 수상하며 1, 2군 올스타전에서 우수 투수상을 수상한 선수가 됐다.
- 2015년에 잠실에서 워낙 좋은 투구를 많이 해 '잠실 황태자'라고 불렸다.
- 그의 싱커는 KBO 공식 앱에서 체인지업이라고 기록됐다. 실제로 싱커 그립을 잡고 던지지만 회전은 서클 체인지업과 큰 차이가 없기 때문이다.

## 방송 출연
- 2015년 MBC 《마이 리틀 텔레비전》 (특별출연)
- 2017년 JTBC 《김제동의 톡투유 - 걱정 말아요! 그대》 (88회 게스트)
- 2021년 JTBC 《뭉쳐야 쏜다》
- 2021년 TV조선 《골프왕 2》 게스트
- 2022년 JTBC 《전설체전》
- 2023년 JTBC 《아는형님》 게스트
- 2023년 MBC 《생방송 행복드림 로또 6/45》게스트 1085회
- 2023년 유튜브 《노빠꾸 탁재훈》 (38회 게스트)
- 2025년 SBS 파워FM 《배성재의 텐》게스트

## 수상
- 2008년 제 63회 전국대학야구선수권대회 최우수 선수상
- 2013년 제 5회 조아제약 프로야구 대상 신인상
- 2015년 KBO리그 올스타전 우수 투수상, 제 2회 최동원상, 카스포인트 어워즈 투수 부문 TOP 3
- 2015년 ~ 2016년 타이어뱅크 KBO 골든글러브 시상식 골든 포토상
- 2022년 KBS 연예대상 베스트 아이콘상 (사장님 귀는 당나귀 귀)

## 출신 학교
- 서울방배초등학교
- 이수중학교
- 장충고등학교
- 중앙대학교 사회체육학과 (2005학번)

## 통산 기록
| 연도 | 팀명   | 평균자책점 | 경기 | 완투 | 완봉 | 승  | 패 | 세 | 홀 | 승률  | 타자 | 이닝  | 피안타 | 홈런 | 볼넷 | 사구 | 삼진 | 실점 | 자책점 |
| ---- | ------ | ---------- | ---- | ---- | ---- | --- | -- | -- | -- | ----- | ---- | ----- | ------ | ---- | ---- | ---- | ---- | ---- | ------ |
| 2009 | 두산   | 4.05       | 16   | 0    | 0    | 0   | 0  | 0  | 0  | -     | 61   | 13.1  | 15     | 1    | 7    | 0    | 10   | 7    | 6      |
| 2010 | 두산   | 10.80      | 5    | 0    | 0    | 0   | 0  | 0  | 0  | -     | 17   | 3.1   | 5      | 0    | 1    | 1    | 1    | 4    | 4      |
| 2013 | 두산   | 3.53       | 41   | 0    | 0    | 10  | 7  | 1  | 3  | 0.588 | 612  | 145.1 | 141    | 7    | 52   | 7    | 96   | 60   | 57     |
| 2014 | 두산   | 4.42       | 30   | 1    | 0    | 12  | 9  | 0  | 0  | 0.571 | 779  | 177.1 | 202    | 21   | 51   | 8    | 112  | 98   | 87     |
| 2015 | 두산   | 3.94       | 30   | 1    | 1    | 18  | 5  | 0  | 0  | 0.783 | 786  | 189.2 | 193    | 23   | 44   | 4    | 126  | 84   | 83     |
| 2016 | 두산   | 4.41       | 30   | 0    | 0    | 15  | 6  | 0  | 0  | 0.714 | 809  | 185.2 | 212    | 22   | 58   | 6    | 102  | 95   | 91     |
| 2017 | 두산   | 4.53       | 30   | 2    | 1    | 11  | 6  | 0  | 1  | 0.647 | 822  | 188.2 | 228    | 20   | 41   | 10   | 106  | 104  | 95     |
| 2018 | 두산   | 6.70       | 29   | 0    | 0    | 10  | 10 | 0  | 0  | 0.500 | 650  | 141   | 197    | 23   | 42   | 4    | 81   | 108  | 105    |
| 2019 | 두산   | 3.25       | 28   | 2    | 0    | 11  | 8  | 0  | 0  | 0.579 | 692  | 166.1 | 171    | 8    | 42   | 3    | 64   | 67   | 60     |
| 2020 | 두산   | 5.02       | 44   | 0    | 0    | 10  | 11 | 0  | 0  | 0.476 | 622  | 136.1 | 190    | 14   | 39   | 3    | 56   | 91   | 76     |
| 2021 | 두산   | 7.71       | 15   | 0    | 0    | 4   | 7  | 0  | 0  | 0.364 | 314  | 63    | 107    | 10   | 24   | 3    | 23   | 57   | 54     |
| 통산 | 11시즌 | 4.58       | 281  | 6    | 2    | 101 | 69 | 1  | 4  | 0.594 | 6164 | 1410  | 1661   | 149  | 401  | 49   | 777  | 775  | 778    |